# GeneCards
GeneCards é um banco de dados de genes humanos que fornece informações genômicas, proteômicas, transcriptômicas, genéticas e funcionais sobre todos os genes humanos conhecidos e previstos.

## Aplicações
GeneCards é amplamente utilizado nos campos biológico e biomédico.